# Maine, Quận Marathon, Wisconsin
Maine là một thị trấn thuộc quận Marathon, tiểu bang Wisconsin, Hoa Kỳ. Năm 2010, dân số của thị trấn này là 2.186 người.